# 井上和子 (言語学者)
井上 和子（いのうえ かずこ、1919年4月17日 - 2017年5月3日）は、日本の言語学者。日本語の分析を通した生成文法理論の研究で知られる。神田外語大学名誉教授、第2代学長。Ph.D.（ミシガン大学、1964年）。勲三等宝冠章（1996年春）。

## 略歴
1919年（大正8年）、大阪府生まれ。津田英学塾（現・津田塾大学）卒業後、米国ミルズ大学を経て、米国ミシガン大学大学院博士課程修了。国際基督教大学教授、津田塾大学教授、神田外語大学教授を歴任。この間、日本言語学会会長、神田外語大学学長、神田外語大学言語科学研究センター顧問、日本言語学会顧問、日本英語学会顧問、社団法人全国外国語教育振興協会理事長なども務めた。

## 著訳書

### 著書
- Inoue, Kazuko (1969). A Study of Japanese Syntax. The Hague: Mouton. ISBN 9789027906922
- 『変形文法と日本語―統語構造を中心に』大修館書店、1976年。ISBN 9784469220100。
- 『日本語の文法規則―日英対照』大修館書店、1978年。ISBN 9784469220186。
- 『生成文法と日本語研究―「文文法」と「談話」の接点』大修館書店、2009年。ISBN 9784469222081。

### 共著
- 『現代の英文法６―名詞』（山田洋・河野武・成田一との共著）、研究社、1985年。ISBN 9784327234065。
- 『生成言語学入門』（原田かづ子・阿部泰明との共著）、大修館書店、1999年。ISBN 9784469212341。

### 編書
- 『講座現代の言語１―日本語の基本構造』三省堂、1983年。ISBN 9784385306612。
- 『新英語学辞典』（共編）、研究社、1987年。ISBN 9784767431659。
- 『日本文法小事典』大修館書店、1989年。ISBN 9784469012262。

### 訳書
- E・バック『変形文法』大修館書店、1969年。ISBN 9784469210033。
- E・バック『文法の理論』（原田かづ子との共訳）、大修館書店、1981年。ISBN 9784469210880。
- ノーム・チョムスキー『言語論―人間科学的省察』（神尾昭雄・西山佑司との共訳）、大修館書店、1979年。ISBN 9784469210750。
- ノーム・チョムスキー『ことばと認識―文法からみた人間知性』（神尾昭雄・西山佑司との共訳）、大修館書店、1984年。ISBN 9784469211146。
- フィリップ・M・スミス『言語・性・社会』（河野武・正宗美根子との共訳）、大修館書店、1987年。ISBN 9784469211405。

### 監修
- フランシス・ジョンソン『コミュニカティブな英語授業のデザイン』（平田為代子訳）、大修館書店、2000年。ISBN 9784469244502。